# Agelena australis
Agelena australis là một loài nhện trong họ Agelenidae.
Loài này thuộc chi Agelena. Agelena australis được Eugène Simon miêu tả năm 1896.